# Chile serrano
El chile serrano (Capsicum annuum cv. ‘Serrano Sinahusia’), también conocido como chile verde, es una variedad de chile de origen y consumo en México, caracterizado por ser pequeño, de forma cilíndrica y a veces terminado en punta. Se considera picante, y generalmente se acompaña con sus semillas y venas, también muy picantes. La mayor parte de las veces se consume fresco, es decir, inmaduro, aunque también puede consumirse en su estado maduro, cuando presenta un color rojo. Menos común es el chile serrano seco, que se puede utilizar entero o molido. Su picor se encuentra entre los 10 000 y los 25 000 en la escala Scoville.
El chile serrano es una variedad muy popular de chile perteneciente a la especie Capsicum annuum. Es originaria de las regiones montañosas de los estados de Puebla e Hidalgo, en México. Sus frutos maduran de verde a rojo, y su tiempo de maduración es de unos 75 días. Estos frutos miden entre 5 y 15 mm de ancho y unos 60 mm de largo, cuelgan de la planta y tienen paredes gordas. Las semillas de los frutos pican mucho. La planta tiene hojas de color verde oscuro que son pequeñas pero muy fuertes. Es una planta matosa que mide de 60 a 120 cm de altura, y con una corona que se ensancha mucho, pudiendo llegar a medir de 50 a 90 cm. Por tener una corona tan ancha, esta planta es menos estable, es decir, pesa tanto por arriba que puede llegar a desestabilizarse y caerse hacia los lados. Es por eso que las raíces de esta planta tienen que ser fuertes. En las bifurcaciones de los tallos puede llegar a haber ligeros toques de color violeta. Esta variedad crece bastante tanto en maceta como en suelo de cultivo, aunque en el suelo y al aire libre la planta crece más a lo ancho, es más compacta y más estable, porque las raíces tienen más espacio para desarrollarse. Cuando la planta es cultivada en el jardín (en el suelo) también es más fructífera y da frutos más grandes.
El chile serrano se consume sobre todo fresco o en salsas, por su aroma dulce. También se utiliza como especia para sopas, pucheros y estofados, y se conserva en escabeche.